# 일반상대론 개론
일반상대론 개론(一般相對論 槪論, 영어: introduction to general relativity)은 알베르트 아인슈타인, 마르셀 그로스만, 다비트 힐베르트 등이 1907년에서 1915년 사이에 고안한 중력에 대한 이론이다. 질량을 가진 존재들 사이에 관찰되는 중력에 의한 현상은 그 존재의 질량이 시공간을 왜곡(warping)시키고, 중력의 영향만 받는 입자(자유낙하 하는 입자)는 그 구부러진 시공간을 따라 움직이기 때문에 발생한다는 것이 일반 상대론의 골자이다. 본 문서는 어려운 수식이나 전문적 내용 없이 일반상대론의 핵심만을 정성적으로 전달하는 것을 그 목표로 서술된다.
20세기 초 이전까지는 뉴턴의 만유인력 법칙이 200년 이상 질량 사이의 중력을 설명하는 타당한 이론으로서 받아들여 졌다. 뉴턴의 모형에서는 중력은 질량을 가진 물체들 사이에 발생하는 인력이라고 설명한다. 뉴턴 역시 중력의 밝혀지지 않은 성질로 인해 고민했지만, 그래도 이 고전적 골조는 물체의 운동을 매우 성공적으로 설명할 수 있었다. 뉴턴의 법칙으로는 설명되지 않는 몇 가지 변칙들, 예컨대 수성 궤도의 오차 문제 등에 아인슈타인의 이론이 효과적으로 적용될 수 있음이 밝혀져 일반상대론은 널리 받아들여 지게 되었다. 또한 일반상대론은 중력파, 중력렌즈, 중력시간지연 같은 새로운 중력의 영향을 예측해냈으며, 이들 예측 중 다수는 실험과 관찰을 통해 사실로 검증되었다. 가장 최근에 일반상대론의 예측이 검증된 사례는 중력파 관측이다.
일반상대론은 근대 천체물리학에 필수적인 도구이다. 일반상대론은 블랙홀에 대한 오늘날의 이해의 토대를 형성하며, 우주론의 대폭발 모형의 뼈대에도 일반상대론이 포함되어 있다. 일반상대론은 단순히 중력의 상대적 이론이 아니며, 현재까지 실험 데이터와 일치하는 가장 단순한 이론이기도 하다. 21세기에 블랙홀이 관측되면서 2020년 수리 물리학자 로저 펜로즈 외 2인이 노벨 물리학 상을 받았다. 그럼에도 불구하고 일반상대론 역시 여러 가지 해결되지 못한 질문의 도전을 받고 있다. 그 중 가장 근본적인 도전은 일반상대론을 양자역학과 결합시켜 그 자체로 일관적인 양자중력 이론을 만들어내는 것이다.

## 특수상대론에서 일반상대론으로

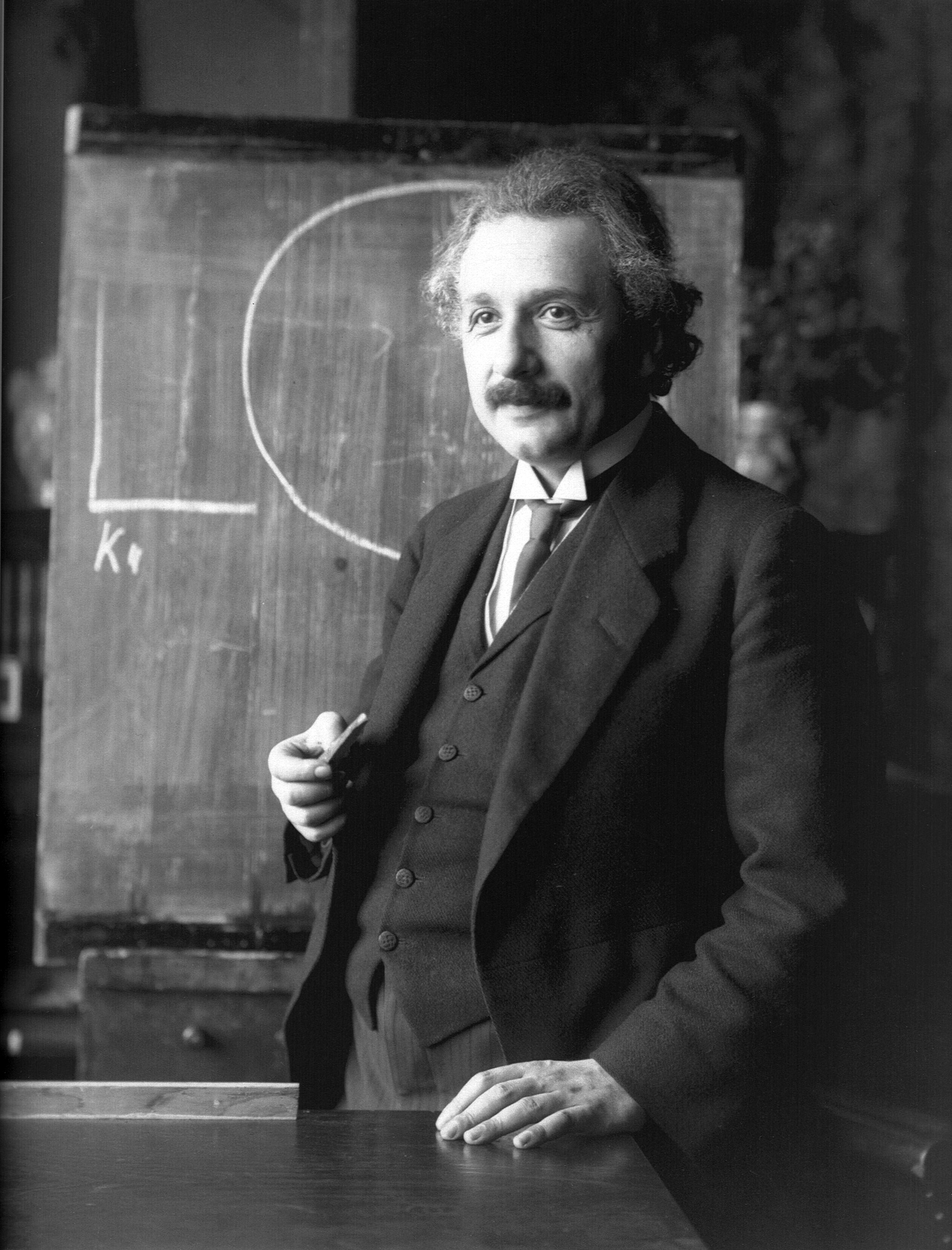
1921년의 알베르트 아인슈타인

1905년 9월, 알베르트 아인슈타인은 뉴턴의 운동법칙과 전기동역학을 결합시킨 특수상대론을 발표한다. 이 논문으로, 입자들이 움직일 수 있는 장소와 시간 사이에 밀접한 관련이 있음이 밝혀졌다. 이후 1907년에 수학자 헤르만 민코프스키는 이에 더 나아가, 아예 시간과 장소를 통합적인 4차원 기하학 관점에서 다룰 것을 제안하였고, 이를 민코프스키 시공간이라고 부른다. 특수상대론은 시간과 장소에 대한 새로운 개념을 제시하여 모든 물리학에 적용될 수 있는 새로운 골조를 제시했으나 그 골조와 일치하지 않는 물리 이론들도 있었는데 그 중 대표적인 것이 중력을 질량 자체로 인한 물체간의 상호인력으로 설명하는 뉴턴의 만유인력 법칙이다.
아인슈타인 본인을 비롯한 여러 물리학자들은 만유인력 법칙과 특수상대론을 조화시킬 새로운 이론을 찾아 나섰고, 그 중 실험과 관찰로 얻어진 데이터와 일치하는 것은 아인슈타인의 이론 뿐이었다. 일반상대론의 기본적인 아이디어를 이해하기 위해서는 특수상대론 발표 이후 일반상대론이 발표되기까지 1907년에서 1915년 사이의 아인슈타인의 생각을 따라가 보아야 한다. 자유낙하하는 관찰자에 대한 간단한 사고실험부터 시작해 보자.

### 등가원리
자유낙하 중인 승강기 안에 들어 있는 사람은 무중량상태를 경험하게 된다. 물체는 멈추거나 일정한 속도로 움직이게 된다. 승강기 안에 있는 모든 물체들은 함께 낙하하고 있으므로 중력적 효과는 관찰될 수 없다. 마찬가지로 자유낙하하는 관찰자의 경험은 모든 중력원으로부터 멀리 떨어진 심우주 속에 있는 관찰자의 경험과 구분할 수 없다. 이러한 관찰자들은 아인슈타인이 특수상대론에서 기술한 특수한 관찰자, 빛이 일정한 속력으로 직선을 따라 움직이는 "관성계의 관찰자(inertial observers)"라고 할 수 있다.
아인슈타인은 무중량상태의 관찰자도 비슷한 경험을 할 것이며, 특수상대론의 관성계의 관찰자가 중력의 기본적 성질을 대표할 것이라는 가설을 세웠다. 그리고 이것을 일반상대론의 주춧돌로 삼아 등가원리를 만들어냈다. 거칠게 정리하면 등가원리란 자유낙하 중인 승강기 속에 들어 있는 사람은 자신이 자유낙하 때문에 무중량상태가 된 것인지 주변에 중력원이 없어서 무중량상태가 된 것인지 알 수 없다는 것이다.

### 중력과 가속도

가속되는 로켓 안(왼쪽)과 지구 위(오른쪽)에서 방바닥으로 떨어지는 공

중력의 효과 대부분은 자유낙하 상태에서 사라지지만, 기준계가 가속됨으로써 중력 효과와 같은 것처럼 보이는 효과가 만들어질 수 있다. 밀폐된 방 안에 갇힌 관찰자는 다음 두 선택지 중 어느 것이 참인지 판단할 수 없다.
- 물체가 방바닥으로 떨어지는 이유는 방바닥 아래 지구가 있고 물체들이 지구의 중력에 의해 끌리기 때문이다.
- 물체가 방바닥으로 떨어지는 이유는 방바닥이 우주 공간의 로켓 안에 탑재되어 있고, 그 로켓이 모든 중력원으로부터 멀리 떨어진 상태에서 9.81 m/s²의 가속도로 가속 중이기 때문이다. 물체가 바닥으로 떨어지는 것은 자동차 운전자가 차를 가속시킬 때 운전석 뒤로 밀려나는 "관성력"과 같은 원리이다.

역으로 말하면 가속되는 기준계에서 관찰되는 효과는 그 가속도에 대응하는 힘을 받는 중력장에서 똑같이 관찰된다. 이 원리는 아인슈타인이 1907년 중력의 여러 새로운 효과들을 예측할 수 있게 했는데, 이에 대해서는 다음 단락에서 후술한다.
가속되는 기준계 안의 관찰자는 자신 및 자신 주위의 물체들이 경험하는 가속을 설명하기 위해 물리학자들이 겉보기힘이라고 부르는 개념을 도입해야 한다. 상술한 자동차 운전자가 차를 가속시켰을 때 운전석 뒤로 밀리는 힘을 경험하는 경우가 그러한 예이고, 제자리에서 빙글빙글 돌면 팔을 바깥쪽으로 잡아당기는 것 같은 느낌을 받는 것이 또다른 예이다. 아인슈타인의 통찰력은 동일한 원리를 지구의 중력장에 적용하여, 이것이 겉보기힘과 근본적으로 같다고 생각한 데에 있다. 겉보기힘의 크기는 언제나 작용하는 물체의 질량에 비례한다. 예컨대 자동차 운전석은 자동차가 가속되는 것과 같은 정도의 힘을 운전자에게 가한다. 아인슈타인은 이와 같은 원리로 중력장 안의 물체가 자신의 질량에 비례하는 중력을 받게 되는 것(뉴턴의 만유인력의 법칙에서 밝히는 바)이라고 하였다.

### 물리적 결과
1907년이면 일반상대론이 완성되기까지는 아직 8년이나 남은 시점이다. 그러나 아인슈타인은 이때 일반상대론의 출발점인 등가원리에 기반한 새로운, 그리고 시험 가능한 예측들을 여러 개 내놓았다.

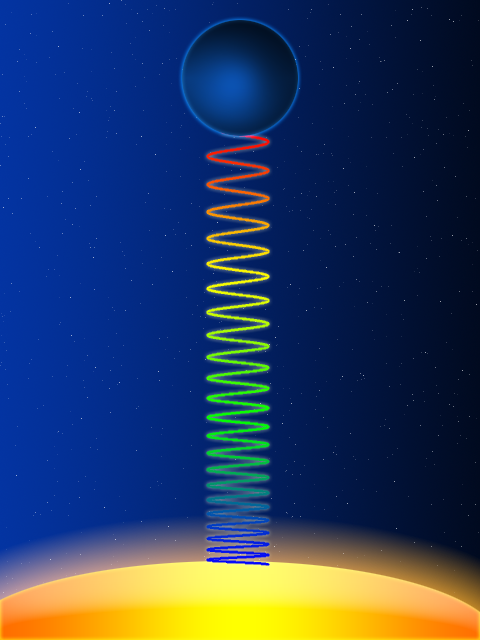
빛이 중력장으로부터 멀어지는 방향으로 움직이면 중력적색편이가 발생한다. 이때 중력원은 아래쪽의 황색 항성

첫 번째 새로운 효과는 빛의 진동수가 중력으로 인해 편이한다(중력적색편이)는 것이다. 가속되는 로켓에 탑승 중인 관찰자 두 명이 있다고 하자. 우주선 위에서는 "위"와 "아래"의 자연스러운 개념이 존재한다. 우주선이 가속되는 방향이 "위"이고, 이에 대한 관성으로 고정되지 않은 물체가 반대 방향으로 움직이면서 낙하할 테니 그쪽이 "아래"이다. 관찰자 중 한 명이 다른 한 명 보다 "더 위"에 있다고 가정해 보자. 아래쪽에 있는 관찰자가 위쪽에 있는 관찰자에게 빛으로 신호를 보내면, 로켓의 가속 때문에 빛이 적색편이를 하게 된다(이는 특수상대론에서 계산되는 바이다). 위쪽의 관찰자는 아래쪽의 관찰자가 빛을 처음 쏘았을 때와 비교하여 더 낮은 진동수의 빛을 관찰하게 될 것이다. 역으로 위쪽의 관찰자가 아래쪽의 관찰자에게 보내는 빛 신호는 청색편이, 즉 진동수가 더 높아질 것이다. 아인슈타인은 이러한 진동수 편이가 중력장 안에서 반드시 관찰되어야 한다고 했다. 좌측 그림이 이것을 나타낸 것으로서, 빛이 중력적 가속에 반대되는 방향으로 움직이면서 서서히 적색편이함을 보여준다. 이 효과는 실험적으로 검증되었으며 그에 대해서는 후술한다.
중력으로 인한 진동수 편이는 곧 중력시간지연과 일치한다. "위쪽" 관찰자는 "아래쪽" 관찰자보다 진동수(시간의 역수)가 낮은 빛을 관찰하게 된 것이므로, 위쪽 관찰자에게 시간이 더 빨리 간 것이라고 할 수 있다. 즉, 중력장에서 아래쪽에 위치한 관찰자에게는 시간이 느리게 간다.
여기서 중요한 것은 각 관찰자는 자신의 기준계 안에 정지해 있는 사건이나 과정의 시간흐름의 변화를 관찰할 수 없다는 것이다. 각 관찰자의 시계의 시간이 경과하는 것은 같은 일관성을 갖는다. 각각의 시계가 1년이 흘렀다면 각 관찰자는 그만큼 나이를 먹는다. 각 시계는 자신의 바로 주변에서 일어나는 모든 과정에 대한 완벽한 합의로서 기능한다. 서로 다른 관찰자들이 각자의 시계를 비교할 수 있는 것은 한 쪽이 다른 쪽보다 중력장 안에서 위 또는 아래에 있어서 아래쪽에 있는 사람의 시계가 더 느리게 간다는 것을 서로 확인하게 될 때 뿐이다.  이 효과는 극미하지만 역시 여러 차례의 실험으로 검증되었다. 그에 대해서는 후술한다.
비슷한 방법으로 아인슈타인은 중력이 빛을 휘게 만든다는 것을 예측했다. 중력장 안에서는 빛이 아래쪽으로 굴절된다. 그러나 이것은 아직 정량적으로 충분하지 않았다. 정확한 도출을 위해서는 등가원리만 가지고 될 일이 아니고, 보다 완전한 일반상대론의 형식화가 필요했다.

### 조석효과

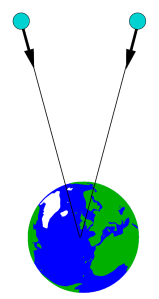
지구 중심을 향해 낙하하는 두 개의 물체는 낙하가 진행됨에 따라 둘 사이에도 서로 가속하게 된다.

중력의 효과와 관성의 효과가 등가임을 밝힌 것만으로는 일반상대론이 완성된 것이라고 할 수 없다. 지구 표면상에 있는 우리 위치 주변에서의 중력을 설명할 때는 우리의 기준계가 자유낙하가 아니기에 겉보기힘을 통해 적절한 설명을 이끌어낼 수 있다. 그러나 지구의 한쪽 면에서 자유낙하하는 물체의 기준계는 어째서 지구의 서로 다른 반대편의 사람들이 서로 반대되는 방향으로 중력적 인력을 경험하게 되는지 설명할 수 없다.
두 개의 물체가 지구를 향해 나란히 떨어지는 상황을 가정하면 보다 기본적인 현상이 드러난다. 이 물체들에 자유낙하 관성계를 적용하면 마치 무중량상태처럼 보이지만 사실 그렇지 않다. 두 물체는 정확히 같은 방향으로 낙하하는 것이 아니며, 공간상의 한 점, 즉 지구의 질량중심을 향해 낙하한다. 그 결과 각 물체는 지구를 향해서뿐 아니라 서로를 향해서도 움직이게 된다(우측 그림 참조). 자유낙하하는 승강기 같은 보다 작은 환경에서는 이 상대 가속이 미미하지만, 지구 반대편에서 각각 공중으로 뛰어내린 스카이다이버 두 명에 대해서는 그 효과가 커진다. 이러한 힘의 차이는 지구의 바다가 조석을 일으키는 이유이기도 하며, 때문에 이 현상을 "조석효과"라고 부르게 되었다.
관성과 중력의 등가로는 이 조석효과와 같은 중력장의 변종을 설명할 수 없다. 하여 이론을 완성하기 위해서는 질량, 특히 지구와 같은 큰 질량이 그 주위의 관성환경에 미치는 영향에 대한 설명이 필요해진다.

### 가속도에서 기하학으로
중력과 가속도의 등가, 조석력의 역할을 탐구하던 아인슈타인은 표면 기하학에서도 상당한 유추거리들을 발견해냈다. 예컨대 관성기준계(자유 입자가 일정한 속력으로 직선 경로를 따라 운동)를 회전기준계(입자 운동을 설명하기 위해 겉보기힘에 해당하는 추가적 표현이 도입되어야 함)로 전환시키는 것은 직교 좌표계(모든 좌표선이 직선)를 곡선 좌표계(좌표선이 직선일 필요 없음)로 전환시키는 것과 같다.
보다 심도 있는 유추가 진행되면 조석력은 표면의 곡률에 대응한다는 것이 드러난다. 중력장에서 조석효과가 없는지 여부는 자유낙하 기준계를 선택함으로써 중력의 효과를 무시할 수 있게 되는지 여부와 같다. 이와 유사하게 표면에 곡률이 없는지 여부는 그 표면이 어떤 평면과 동치인지 여부와 같다. 1912년 여름, 이러한 유추에 영감을 받은 아인슈타인은 중력을 기하학적으로 형식화할 방법을 찾아나섰다.
기하학의 기본 요소 – 즉 점, 선, 삼각형은 전통적으로 삼차원 공간 또는 이차원 표면상에서 정의된다. 1907년, 아인슈타인이 스위스 연방공대에 재학할 시절 수학 선생이었던 수학자 헤르만 민코프스키는 아인슈타인의 특수상대론의 기하학적 형식화인 민코프스키 공간을 도입하여 물체가 움직이는 3차원 공간뿐 아니라 시간도 기하의 대상으로 포함시켰다. 이 민코프스키 공간은 사차원 시공간을 기하학적으로 다룰 수 있게 해준다. 움직이는 물체의 궤도는 시공간 상의 곡선(세계선)을 그리게 된다. 방향 변화 없이 일정한 속력으로 움직이는 물체의 궤도는 직선에 해당한다.
평면(평평한 표면)에 적용되던 유클리드 기하학이 아닌 일반적인 (매끄러운)곡면에 대한 기하학은 이미 19세기 초에 수학자 카를 프리드리히 가우스가 만들었다. 그리고 1850년대에 수학자 베른하르트 리만이 이 기하학을 임의의 차원으로 일반화하는 리만 기하학을 만들었다. 물론 당시 리만 기하학은 (당연하게도) 물리적 세계에 응용되는 곳이 없었다. 리만 기하학을 잘 알고 있던 수학자  마르셀 그로스만은 아인슈타인이 그 동안 중력과 시공간에 대해 고심해온 물리학적 아이디어들이 리만 기하학을 적용하여 서술될 수 있음을 알게 되었다. 리만 기하학의 도움을 받아 아인슈타인은 민코프스키의 시공간을 뒤틀리고 휜 시공간에 대해 일반화하는 작업에 착수했다. 교육적 목적에서는 휘어진 시공간을 나타내기 위해 파묻힘 그림(Embedding Diagrams)을 사용하곤 한다. 하지만 이 기하학적 유추가 타당하다는 것을 깨달은 아인슈타인은 이후 3년에 걸쳐 이론의 남아있는 빈 주춧돌, 곧 질량이 시공간 곡률에 어떻게 영향을 끼치는지 기술하는 방정식을 알아내기 위해 노력했다. 이 방정식을 오늘날 아인슈타인 방정식 또는 아인슈타인의 중력장 방정식이라고 부른다. 아인슈타인은 1915년 말 프로이센 과학학회에서 여러 회기에 걸쳐 자신의 새로운 중력이론을 소개했고, 1915년 11월 25일 마지막 발표를 끝냈다. 또한 수학자 다비트 힐베르트는 1915년에 힐베르트 작용 통해 중력방정식을 얻었다. 

## 기하와 중력
존 아치볼드 휠러의 표현을 빌자면, 아인슈타인의 기하학적 중력이론은 시공간은 어떻게 운동해야 하는지를 결정하고, 질량은 그 시공간이 어떻게 휘어야 하는지 결정한다고 요약될 수 있다. 이것이 무슨 뜻인지는 이하 세 단락에 나누어 설명한다. 우선 소위 시험입자의 운동을 탐구하고 그 다음 중력의 발생 원인으로서 기능하는 질량의 성질을 알아본 뒤 마지막으로 그 질량의 성질과 시공간 곡률을 사이의 관계를 밝히는 아인슈타인 방정식을 소개할 것이다.

### 중력장 캐 보기
어떤 천체의 중력적 영향을 톺아보기 위해서는 물리학자들이 시험입자라고 부르는 개념을 사용하는 것이 유용하다. 시험입자란 중력의 영향을 받지만 너무 작고 가벼워서 자기 자신의 중력은 무시할 수 있는 입자이다. 중력을 비롯한 다른 외력이 없는 상황에서 시험입자는 일정한 속력으로 직선 경로를 따라 움직인다. 시공간적 표현으로 말하면 이는 곧 시험입자가 시공간의 직선형 세계선을 따라 움직인다는 것과 같은 의미이다. 중력이 존재할 경우 시공간은 비유클리드 기하학적이 되며(다시 말해 곡률을 가지게 되며), 이렇게 휘어버린 시공간에서는 직선형 세계선이 존재하지 않게 된다. 대신 시험입자는 "최대한 직선에 가까운" 선을 따라 움직이게 되는데, 이 선을 측지선이라고 한다. 측지선은 곡률을 고려했을 때 시작점과 종착점 사이의 최단경로라고 이해하면 된다.
간단한 유추는 다음과 같다. 지구의 크기와 모양을 측정하는 학문인 측지학에서는 지구상의 두 점 사이의 최단거리를 측지선(geodesic)이라고 한다. 어원은 그리스어로 "지구"라는 뜻의 "geo"와 "나누다"라는 뜻의 "daiein"이다. 측지선은 경선 또는 적도 따위의 대원의 대략적인 일부분이다. 측지선은 곡률을 가지는 지구의 표면 위에 존재하는 선이기에 직선이 아님은 자명하다. 그러나 지구 곡률이라는 제약 안에서 최대한 직선에 가까운 선이다.

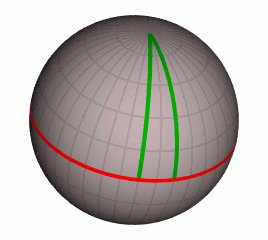
수렴하는 측지선: 적도(붉은색)에서 출발한 두 경선(녹색)은 출발점에서는 서로 평행하지만 극에서는 한 곳으로 수렴하게 된다.

측지선은 직선과 여러 모로 그 성질이 다르다. 예컨대 평면상에서는 평행한 두 선은 절대 만나지 않는다. 그러나 곡률을 가진 표면상의 측지선에서는 이것이 반드시 성립하지 않는다. 두 개의 서로 다른 경선은 적도와의 교점에서는 서로 평행하지만 극에서는 서로 만난다. 마찬가지로 자유낙하하는 시험입자의 세계선을 시공간의 측지선이라고 하며, 시공간상에서 가장 가까운 경로선이다. 그래도 측지선은 중력이 없는 특수상대론의 시공간상에서 그려낼 수 있는 완전한 직선과는 결정적 차이가 존재한다. 특수상대론에 따르면 서로 평행한 측지선은 계속 평행을 유지한다. 한편 조석효과를 고려한 중력장에서는 측지선의 평행이 일반적으로 유지되지 않는다. 예컨대, 두 개의 물체가 처음에는 서로에 대해 상대적으로 정지해 있었는데, 지구의 중력장으로 함께 낙하하게 되었을 경우, 두 물체는 지구 중심을 향해 낙하함과 동시에 서로를 향해 가까워진다.
행성을 비롯한 천체들과 비교하면 일상생활에서 볼 수 있는 물체들(인간, 자동차, 집, 산맥 등)의 질량은 거의 없는 것이나 마찬가지이다. 이러한 물체들이 고려될 때도 시험입자의 행동을 지배하는 법칙들은 무슨 일이 일어날지 충분히 기술할 수 있다. 시험입자가 자신의 측지경로에서 벗어나게 만들려면 외부의 힘이 가해져야 한다. 어떤 사람이 의자를 깔고 앉아 있을 상황을 생각해 보자. 이 사람은 측지선을 따라 지구의 중심 방향으로 자유낙하해야 한다. 그러나 의자가 사람의 엉덩이를 위로 받치면서(즉 외력을 가하여), 외력이 없었다면 측지선으로 낙하했어야 할 사람의 낙하를 방해하고 있는 것이다. 이런 원리로 일반상대론은 지구 표면 주변에서 일어나는 일상적 중력 경험이 물체를 아래로 당기는 중력에 의한 것이 아니며, 오히려 물체를 위로 받치는 외력에 의한 것이라고 설명한다. 외력들은 지구상에 정지하고 있는 모든 물체들이 측지선 경로를 따라가게 되는 것을 방해한다. 자체 중력이 무시될 수 없을 정도로 질량이 큰 물체의 경우, 시험입자의 경우에 비해 운동을 기술하는 법칙들이 보다 복잡해지지만, 그래도 질량을 가진 물체의 운동을 결정하는 것이 시공간임은 여전히 참으로 남는다.

### 중력의 원인
뉴턴의 중력에 대한 정의(만유인력의 법칙)에 따르면 중력은 물질 그 자체에 의해 발생한다. 보다 정밀하게 기술하자면 중력은 물질계의 물체의 특정한 성질, 즉 질량에 의해 발생한다. 반면 아인슈타인의 상대론 및 그에서 파생된 중력이론들은 질량에 의해 발생하는 것은 시공간상의 모든 점의 곡률들이라고 설명한다. 여기서도 질량이 중력 발생에 일조하는 핵심 요소임은 여전하다. 그러나 상대성 중력이론에서는 질량은 중력을 발생시키는 유일한 원인이 될 수 없다. 상대론은 질량과 에너지를 연결시키며, 에너지를 운동량과 연결시킨다.
질량과 에너지가 등가임은 저 유명한 질량–에너지 등가 공식 {\displaystyle E=mc^{2}}에 의해 기술된다. 이 공식은 특수상대론의 결론이다. 상대론에서 질량과 에너지는 동일한 물리량을 기술하는 서로 다른 두 가지 방법이다. 어떤 물리계가 에너지를 가진다면 그에 해당하는 질량을 가질 것이고, 그 역도 성립한다. 특히, 어떤 물체의 에너지와 관련된 모든 성질, 예컨대 그 물체의 온도, 원자핵이나 분자의 결합 에너지 따위는 그 물체의 질량에 기여하며 고로 중력의 원인으로서 기능한다.
또한 특수상대론에서 에너지는 운동량과 긴밀하게 연결된다. 특수상대론에서 시간과 공간이 시공간이라는 보다 포괄적인 존재의 서로 다른 단면이듯, 에너지와 운동량은 사차원 운동량이라는 통일된 사차원 물리량의 서로 다른 단면이다. 그런고로 에너지가 중력의 원인이라면 운동량 역시 중력의 원인으로 기능해야 한다. 에너지 및 운동량과 직접적으로 연결된 다른 물리량, 예컨대 내부압력이나 장력 같은 것들도 마찬가지이다. 종합해 보면 일반상대론에서는 질량, 에너지, 운동량, 압력, 장력이 중력의 원인으로서 기능한다. 이 물리량들은 물질이 시공간을 어떻게 휘게 만드는지를 결정하며, 상대론의 수학적 공식화에서 에너지-운동량 텐서라고 부르는 하나의 일반화된 물리량의 서로 다른 특수한 단면들에 불과하다.

### 아인슈타인 방정식
아인슈타인 방정식은 일반상대론의 핵심이라 할 수 있다. 이 방정식은 시공간 곡률과 물질의 물리량들 사이의 관계를 수학적 언어를 이용해 정밀하게 형식화한다. 보다 엄밀하게 이야기하면, 아인슈타인 방정식의 형식화에서 사용되는 수학은 리만 기하학이며, 공간(또는 시공간)의 기하학적 성질들은 계량(metric)으로 기술된다. 계량은 휘어진 공간(또는 시공간)에서 거리와 각도라는 기본 기하를 계산하는 데 필요한 정보를 함축하고 있다.

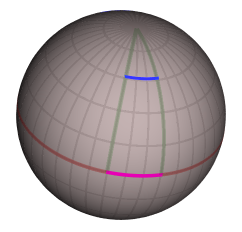
서로 다른 두 경도에서 같은 각도 30도를 유지했을 때 그 각도 사이의 두 거리는 이렇게 달라진다.

지구와 같은 구형 표면은 단순한 사례를 제공한다. 표면상의 모든 점의 위치는 위도와 경도라는 두 개의 좌표로 기술될 수 있다. 평면상의 직교좌표계와 달리, 좌표의 차이는 표면상 거리의 차이와 같은 것이 아니며, 이는 오른쪽 그림을 보면 쉽게 이해된다. 적도에 있는 사람이 서쪽을 향해 경도 30 도를 이동했을 때 이동 거리(자주색 선)는 약 3300 킬로미터이다. 반면 북위 55도에 있는 사람이 같은 방향으로 같은 경도만큼 이동했을 때 이동 거리(파란색 선)는 약 1900 킬로미터이다. 고로 구형 표면상의 기하를 설명하기에 이 두 좌표는 충분한 정보를 제공해주지 못하며, 구형 표면보다 더 복잡한 공간 또는 시공간에 대해서는 말할 것도 없다. 이때 모자란 정보가 바로 계량 속에 정밀하게 함축되어 있다. 계량은 표면(또는 공간, 또는 시공간)상의 각 점에서 정의되는 함수로서 좌표의 차이를 거리의 차이와 관계짓는다. 기하에서 알고자 하는 다른 모든 물리량, 예컨대 임의의 곡선의 길이 또는 두 곡선이 만나는 각도 등은 이 계량 함수로 계산될 수 있다.
계량 함수 및 점에서 점으로의 그 변화율을 사용해 리만 곡률 텐서를 정의할 수 있다. 리만 곡률 텐서는 리만 다양체의 곡률을 결정한다. 따라서 시공간을 준 리만 다양체로 보는 일반상대론에서는 리만 곡률 텐서가 시공간이 각 점에서 어떻게 휘는지를 정확하게 기술한다. 상술했다시피 시공간의 물질은 에너지-운동량 텐서 {\displaystyle \mathbf {T} }라는 또다른 양을 정의한다. 그리고 “시공간은 어떻게 운동해야 하는지를 결정하고, 질량은 그 시공간이 어떻게 휘어야 하는지 결정한다”라는 휠러의 요약은 이 양들이 서로 상관관계를 가짐을 의미한다. 아인슈타인은 리만 곡률 텐서와 계량 함수로 또다른 기하량 아인슈타인 텐서 {\displaystyle \mathbf {G} }를 정의하여 이 관계를 형식화했다. 아인슈타인 텐서는 시공간이 휘는 방향의 특정 양상들을 기술한다. 하여 아인슈타인 방정식은 다음과 같이 표현된다.
{\displaystyle \mathbf {G} ={\frac {8\pi G}{c^{4}}}\mathbf {T} ,}
즉 양 {\displaystyle \mathbf {G} }(곡률을 측정)는 양 {\displaystyle \mathbf {T} }(물질을 측정)에 특정 상수를 곱한 것과 같다. {\displaystyle G}는 뉴턴의 중력상수이고, {\displaystyle c}는 특수상대론의 광속이다.
이 방정식을 복수형으로 "아인슈타인 방정식들(Einstein's equations)"이라고도 하는데, 양 {\displaystyle \mathbf {G} }와 {\displaystyle \mathbf {T} }가 시공간의 여러 좌표 함수들로 각각 정의될 수 있고, 그에 따라 그 함수들이 포함된 방정식도 각각 존재하기 때문이다. 이 방정식들의 해(아인슈타인 방정식의 엄밀해)는 특정 시공간의 기하를 기술한다. 예컨대 슈바르츠실트 해는 회전하지 않는 구형의 질량 덩어리(항성이나 블랙홀) 주위의 시공간 기하를 기술하고, 커 해는 회전하는 블랙홀 주위의 시공간 기하를 기술한다. 그 외에 다른 해들은 중력파를 기술하기도 하고, 프리드만–르메트르–로버트슨–워커 해는 우주의 팽창을 기술한다. 특수상대론에서 기술하는 시공간인 곡률이 없는 민코프스키 공간은 아인슈타인 방정식의 가장 단순한 해에 해당한다.

## 실험
필연적으로 참인 과학적 이론은 존재하지 않는다. 각각의 이론들은 모두 실험을 통해 검증되어야 하는 모형일 뿐이다. 뉴턴의 만유인력의 법칙은 태양계의 행성과 위성들의 운동을 상당한 정확도로 계산할 수 있었기에 받아들여지게 되었다. 실험장비의 정밀도가 서서히 진보하면서 뉴턴의 예측과 불일치하는 결과들이 발견되기 시작했고, 여기서부터 일반상대론이 시작되게 되었다. 마찬가지로 일반상대론에서 도출된 예측들 역시 실험을 통해 검증되어야 하며, 아인슈타인 본인도 이론의 검증을 위한 고전적 실험 세 가지를 직접 고안하기도 했다.

구형 항성을 공전하는 한 행성의 뉴턴 궤도(적색) vs. 아인슈타인 궤도(청색). 클릭하면 애니메이션이 재생됨

- 뉴턴의 중력이론에 따르면 완전한 구형인 어떤 항성의 주위를 공전하는 어떤 단일 행성의 궤도는 타원형이 되어야 한다. 아인슈타인의 이론에 따르면 행성의 궤도는 그냥 타원보다 더 복잡한 곡선이 된다. 행성은 타원궤도 위를 따라 움직이는 것처럼 보이지만, 동시에 그 타원궤도 자체도 항성 주위를 서서히 돌게 된다. 오른쪽 그림에서 뉴턴의 이론에 따른 타원궤도는 적색으로, 아인슈타인의 이론에 따른 궤도의 일부가 청색으로 표시되어 있다. 우리 태양계의 경우, 태양을 공전하는 행성의 근일점이 이동하는 뉴턴 이론과 일치하지 않는 변칙현상이 이미 알려져 있었다. 이 효과가 처음 측정된 행성은 수성으로, 1859년까지 그 측정의 역사가 거슬러 올라간다. 수성을 비롯한 다른 행성들의 현재까지 가장 정확한 측정값은 1966년에서 1990년 사이에 전파망원경들을 동원한 측정에 의거하고 있다.[26] 일반상대론에 따르면 이 값이 정확히 측정될 수 있던 행성들, 곧 수성, 금성, 지구에 대한 변칙적 근일점 이동의 제대로 된 예측이 가능해졌다.
- 일반상대론에 따르면, 중력장 안의 빛은 직선 경로로 움직이지 않으며 질량을 가진 천체의 존재로 인해 그 경로가 굴절된다. 특히 그 중에서도 항성들의 별빛이 태양 주위에서 굴절되는 현상이 두드러져서 천구상에서 항성들의 위치가 최대 1.75 각초까지 변화하였다(1각초는 3600분의 1 도와 같다). 뉴턴의 중력 이론에서도 경험적 변수에 의해 별빛이 휠 수 있지만 그 휘는 정도는 아인슈타인의 계산보다 절반 정도 작았다. 이 두 예측 중 어느 것이 맞는지는 일식이 일어났을 때 태양 근처의 항성을 관측함으로써 시험해 볼 수 있다. 하여 1919년 아서 에딩턴이 이끄는 영국 탐사대가 서아프리카로 파견되었고, 동년 5월 29일의 일식을 관측하여 아인슈타인의 예측이 옳고 뉴턴을 따른 예측이 틀렸음을 확인했다. 에딩턴의 결과는 사실 그렇게 정확한 것은 아니었다. 훗날 전파천문학의 기술 발달로 인해 높은 정확도로 먼 퀘이사의 빛이 태양에 의해 굴절되는 것을 에딩턴의 결과보다 더욱 분명하게 확인했다. 이러한 측정은 1967년에 처음 시작되었으며 가장 최근의 종합적 분석은 2004년에 있었다.[27]
- 중력적색편이가 연구실 환경 최초로 측정된 것은 1959년 로버트 파운드와 그 지도학생 글렌 레브카의 연구실(파운드–레브카 실험)에서였다. 이후 천체물리학적 연구에서도 백색왜성 시리우스 B에서 나오는 빛에서 중력적색편이가 확인되었다. 중력적색편이와 관계가 있는 중력시간지연 효과를 확인해 보기 위해서는 원자시계를 항공기에 실어 수십 킬로미터 고도와 수천 수만 킬로미터 고도에서 측정하는 실험이 실시되었다. 이러한 실험은 1971년에 조지프 칼 하펠레와 리처드 E. 키팅이 처음 수행하였다(하펠레–키팅 실험). 현재까지 가장 정확한 값은 1976년에 발사된 중력탐사선 A호의 실험에서 얻은 값이다.[28]

그 뒤로 고안된 일반상대론 시험 실험으로는 샤피로 효과 또는 빛의 중력시간지연을 정밀히 측정하는 것이 있다. 가장 최근에 이루어진 해당 실험은 2002년에 카시니 우주탐사선이 수행한 실험이다. 또다른 실험으로는 공간 속에서 자이로스코프의 행동의 일반상대론적 예측을 검증하는 것이 있다. 달에 설치된 인공위성 월면 레이저 장치가 그 예측 중 하나인 측지 세차를 실험하였다. 또다른 실험으로는 회전하는 질량과 관련된 틀 끌림 현상에 관한 것이 있다. 2004년 발사된 중력탐사선 B호 인공위성은 특지효과와 틀 끌림 효과를 모두 실험해 보았으며, 2008년 12월 기준으로 각각 0.5%와 15% 오차 내에서 상대성이론이 맞음을 확인하였다.

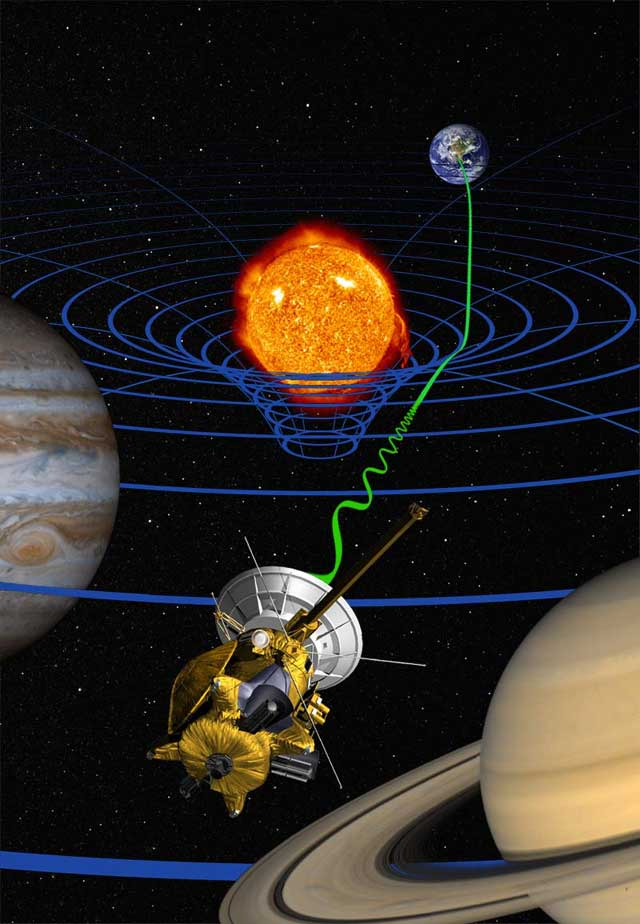
카시니-하위헌스 우주탐사선의 고정밀도 일반상대성 실험. 지구와 탐사선 사이의 전파 신호(녹색 파선)는 태양의 질량으로 인한 시공간(푸른 선)의 왜곡에 의해 지연된다(샤피로 효과).

우주적 기준에서 볼 때 태양계의 중력은 약한 편이다. 아인슈타인과 뉴턴의 중력이론 사이에 발생하는 예측의 차이는 대부분 중력이 강할 때 제대로 나타난다. 하여 물리학자들은 오랫동안 비교적 강한 중력장을 무대로 다양한 상대론적 효과들을 시험해 보는 데 관심을 가져왔다. 이는 쌍성 펄사의 정밀한 관측을 통해 가능해졌다. 펄사 쌍성계는 고도로 밀집된 중성자별 두 개가 서로를 공전하는 항성계이다. 두 중성자별 중 하나는 좁은 범위로 강렬한 전파를 방출하는 펄사이다. 이 전파 빔은 매우 일정한 간격으로 지구를 때린다. 마치 등대의 불빛이 회전하는 것이 먼 바다의 관찰자에게는 등대가 깜빡거리는 것으로 보이는 것과 같다. 그래서 펄사에서는 그 간격이 매우 일정한 맥동변광(펄스)이 관측된다. 일반상대론은 특수한 상황에서 이 전파 맥동의 일정한 간격에 일탈이 발생할 것이라고 예측한다. 예컨대 전파가 나가는 경로상에 다른 중성자별이 존재할 경우, 전파 빔은 그 중성자별의 중력장에 의해 굴절될 것이다. 실제로 관측된 펄스 패턴은 일반상대론이 예측하는 바와 상당히 일치함을 보였다.
실용적 적용에 있어 대단히 탁월하게 유용한 사례는 범지구위치결정시스템(GPS)을 비롯한 위성항법시스템들이다. 위성항법시스템들은 항법(위치의 결정)과 계시(시간의 결정)라는 두 가지 업무를 매우 높은 정밀도로 수행한다. 이러한 시스템들은 두 개의 원자시계로 이루어져 있다. 원자시계 하나는 지구 주위를 공전하는 궤도상의 인공위성에 탑재되어 있고, 나머지 하나는 대조군으로서 지구 표면에 장치되어 있다. 일반상대론의 예측에 따르면 두 시계는 운동이 다르기 때문에(이 효과는 특수상대론에서 이미 예측된 바이다) 그리고 지구의 중력장 안에서 점하고 있는 위치가 다르기 때문에 시간에 차이가 발생할 것이다. 시스템의 정확도를 유지하기 위해서는 인공위성에 탑재된 시계가 상대론적 요인을 고려하거나 또는 평가 알고리즘을 통한 요인을 사용하여 좀더 느리게 가게 해야 한다. 다시 말하면, 위성항법시스템의 정확도 시험(특히 협정세계시의 정의를 내리기 위한 매우 철저한 측정 등)은 상대론적 예측의 타당성을 검증하는 시험이기도 한 것이다.
그 외에도 많은 실험들이 이루어져 여러 형태로 표현된 등가원리의 타당성들을 검증하였다. 엄밀하게 말하자면, 중력시간지연과 관련된 실험들은 약한 등가원리를 검증한 것이지, 일반상대론 그 자체를 검증한 것은 아니다. 하지만 현재까지 일반상대론은 모든 관찰적 실험 결과들과 합치하고 있다.

## 천체물리학에 적용
일반상대론에 기반한 모형들은 천체물리학 연구에서 중요한 역할을 담당한다. 이 모형들이 거둔 성공 하나하나는 일반상대론의 신뢰성을 더해주는 증거가 된다.

### 중력렌즈

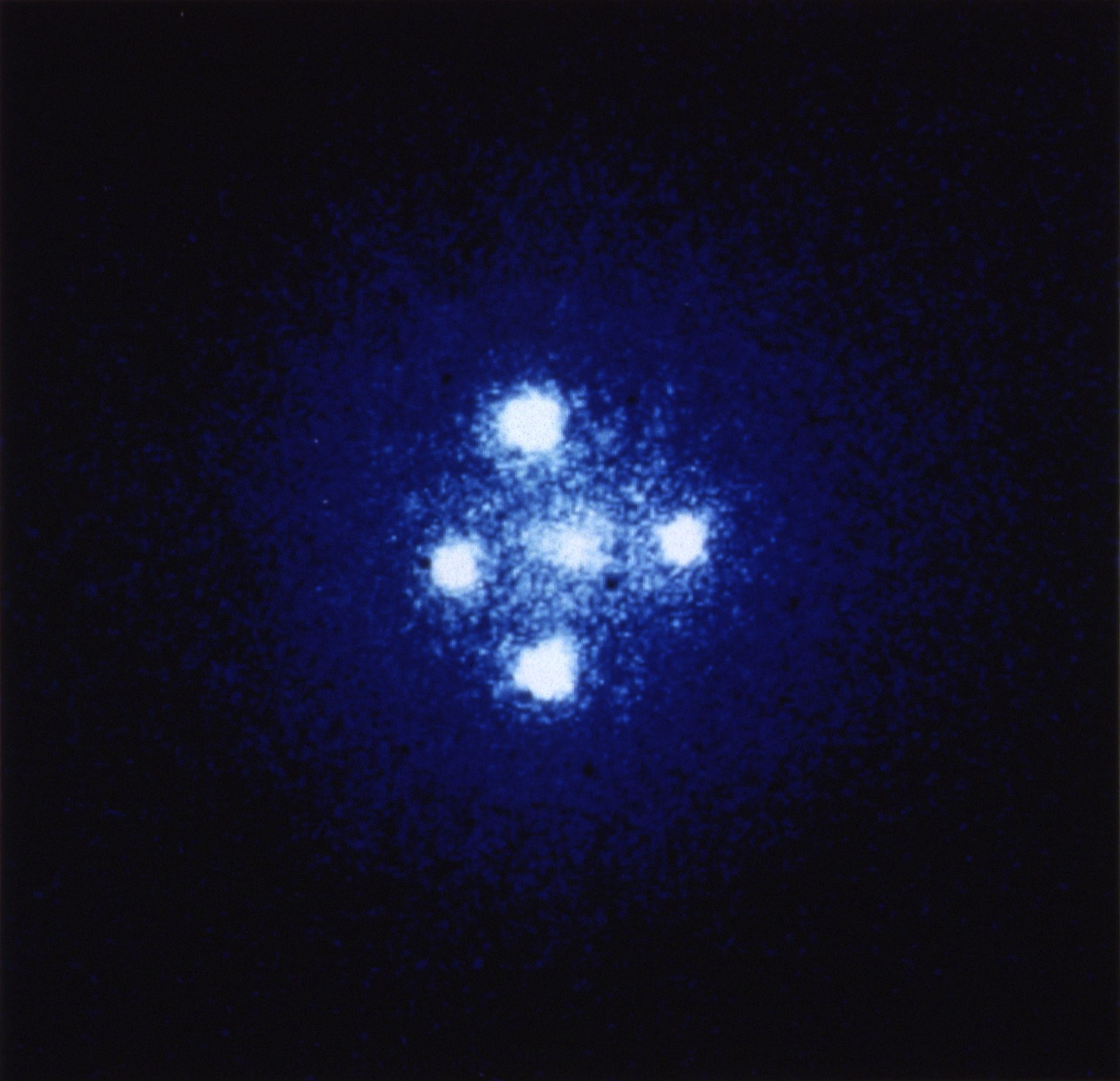
아인슈타인 십자가. 한 개의 천체가 중력렌즈로 인해 네 개로 나뉘어 보인다.

빛은 중력장에 의해 굴절되므로 충분히 멀리 떨어진 천체의 빛은 관측자에게 두 개 이상의 경로를 통해 도달할 수도 있다. 매우 멀리 떨어진 천체, 예컨대 퀘이사 따위와 지구의 사이에 질량이 큰 은하가 존재한다면, 은하의 한쪽 면 쪽으로 나온 빛은 중력장에 굴절된 뒤 지구의 관측자에게 도달하고, 은하의 반대 쪽 면 쪽으로 나온 빛 역시 중력장에 굴절된 뒤 아까와는 살짝 다른 방향으로 같은 관측자에게 도달하게 된다. 그 결과 그 관측자에게는 하나의 천체가 밤하늘의 서로 다른 두 장소에 위치한 것처럼 보이게 된다. 이러한 중력적 현상은 마치 광학적 렌즈와 그 양태가 똑같기에 중력렌즈라고 부른다.
관측천문학에서는 중력렌즈 효과를 렌즈 구실을 하는 천체의 성질을 알아내기 위한 중요한 도구로 사용한다. 렌즈 구실을 하는 천체가 직접적으로 보이지 않는 천체일지라도 렌즈에 굴절된 천체의 상은 빛을 굴절시킨 질량의 분포를 추측할 수 있는 정보를 제공한다. 특히 중력렌즈는 암흑물질의 분포를 측정할 수 있는 수단 중 하나로서, 암흑물질은 빛과 상호작용하지 않기에 오로지 중력적 효과를 통해서만 관측될 수 있다. 가장 흥미로운 사례는 대규모 관측에서 관측 가능한 우주 곳곳에 렌즈 구실을 할 질량들이 조각조각 분포되어 있음을 사용해 우리 우주의 대규모 성질 및 진화에 관한 정보를 이끌어내는 것이다.

### 중력파
중력파는 아인슈타인의 본래 이론에서 바로 도출되는 결론으로, 빛과 같은 속도로 전파되는 기하의 왜곡이며 시공간상의 파문과 같은 형태로 생각된다. (유체동역학의 중력파(중량파, gravity wave)는 천체물리학의 중력파(gravitational waves)와 전혀 다른 개념이므로 혼동해서는 안 된다.)
2016년 2월, LIGO 연구진은 블랙홀 융합에서 발생하는 중력파의 직접적 관측에 성공했음을 발표했다.
중력파의 간접적 효과는 몇몇 쌍성계를 관측하면서 이미 검출된 바있다. 문제의 쌍성계들은 계를 구성하는 두 항성이 서로서로에 대해 공전하며, 그 결과 서서히 에너지를 잃으면서 그 에너지를 중력파로 발산한다. 태양 같은 보통의 별들은 이렇게 잃는 에너지가 너무 작아서 검출할 수 없으나, 1974년 PSR1913+16이라는 쌍성 펄사에서 이러한 에너지가 발견되었다. 펄사 쌍성계는 쌍성의 구성 항성 둘 중 한쪽이 펄사이다. 펄사는 극도로 밀도가 높은 밀집성으로, 중성자별의 일종이다. 중성자별이 방출하는 중력파는 보통 항성의 그것보다 훨씬 강하다. 또한 펄사는 양극으로 좁은 전자기파 빔을 발산한다. 펄사가 자전하면서 빔은 지구 방향도 한바퀴 쓸어가게 되고 그러면 지구에서는 일정한 전파 맥동의 형태로 그 빛줄기가 관찰된다. 마치 등대의 램프가 계속 켜진 채로 회전하는 것이 먼 바다의 배가 보기에는 불이 깜빡거리는 것처럼 보이는 것과 같다. 이 전파 맥동의 간격은 극도로 일정하여, 매우 정확한 "시계"로서 기능한다. 이 펄사 맥동은 쌍성계의 공전주기를 알아낼 때도 사용될 수 있으며, 또한 펄사 바로 주위의 시공간의 왜곡에 매우 민감하게 반응한다.
PSR1913+16을 발견한 러셀 앨런 헐스와 조지프 후턴 테일러 주니어는 1993년 노벨 물리학상을 수상했다. 그 이후로 펄사 쌍성계가 여러 개 더 발견되었다. 펄사 쌍성계를 구성하는 두 별이 모두 펄사일 때 정확한 일반상대론 시험을 수행할 수 있기에, 그러한 경우가 가장 쓸모있다.
현재 지상 망원경을 통한 중력파 검출기가 다수 작동 중이며, 우주망원경 검출기, 레이저 간섭계 우주 안테나(LISA) 등의 개발이 진행 중이다. 그 선구적 임무인 LISA 패스파인더는 2015년에 이미 발사되었다. 중력파 관측은 중성자별이나 블랙홀 같은 밀집성에 대한 정보를 얻을 수 있으며, 대폭발 직후의 우주의 상태를 가늠할 수 있는 수단이 된다.

### 블랙홀

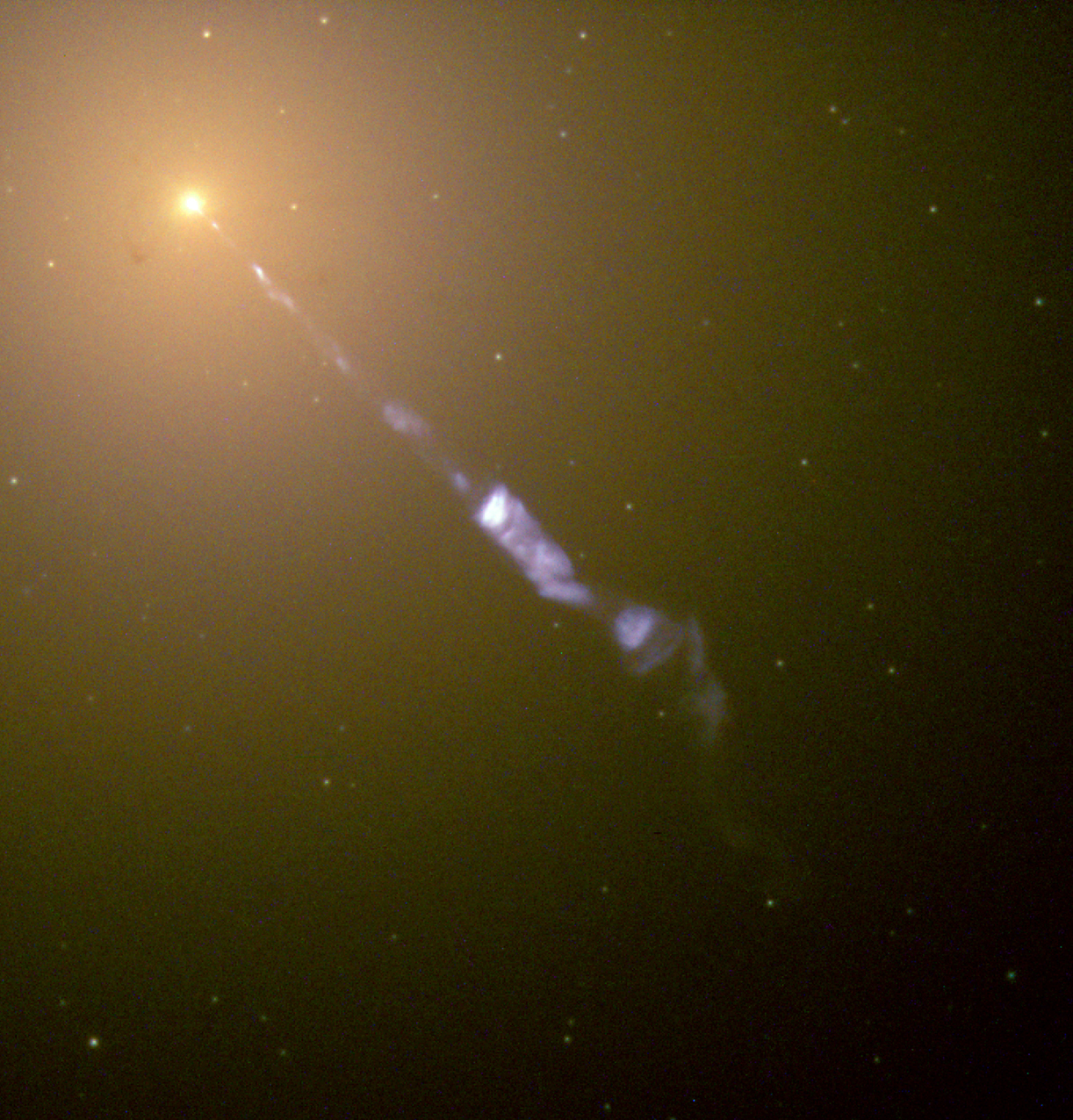
은하 메시에 87의 중심부에서 방출되는 제트는 그 원인이 블랙홀일 것이다.

질량이 공간상의 한 영역에 충분히 밀집(후프 추측)될 경우 일반상대론의 예측에 따르면 그 질량은 블랙홀을 형성하게 된다. 블랙홀이란 중력적 효과가 너무 강해서 빛조차도 빠져나올 수 없는 공간상의 한 영역이다. 특정 종류의 블랙홀들은 질량이 큰 항성이 진화의 마지막에 다다른 모습이다(항성질량 블랙홀). 한편 질량이 태양의 수백만 배 또는 수십억 배에 달하는 초대질량 블랙홀은 대부분의 은하 핵 속에 들어 있으며 과거 수십억 년에 걸쳐 은하가 형성된 데 중요한 역할을 한 것으로 생각된다.
밀집천체의 표면에 물질이 낙하하는 것은 복사 형태로 에너지가 방출되는 가장 효율이 좋은 과정으로서(항성 내부 핵융합이 질량의 0.7%를 에너지로 방출하는 반면, 블랙홀 강착원반은 질량의 40%를 복사 에너지로 방출시킨다) 블랙홀로 낙하하는 물체는 우리가 생각할 수 있는 가장 밝은 천문현상의 원인일 것으로 생각된다. 천문학자들이 관심을 갖는 대표적인 예시로는 퀘이사를 비롯한 여러 유형의 활동은하핵이 있다. 적절한 조건이 갖춰지면 블랙홀 주위에 누적된 낙하물질이 상대론적 제트를 형성할 수 있다. 상대론적 제트는 블랙홀의 양극 방향으로 방출되는 집중된 물질의 줄기로서, 그 방출 속력은 광속에 거의 맞먹는 아광속이다.
블랙홀이 중력파의 근원으로 촉망받는 여러 가지 이유가 있다. 그 중 하나는 블랙홀이 가장 밀집된 천체이며 또한 두 개의 블랙홀이 서로를 공전하는 쌍성계를 이룰 수 있다는 점이다. 그 결과 그러한 블랙홀 쌍성계에서 방출되는 중력파는 더욱 클 것이다. 또다른 이유는 소위 털없음 정리라는 것에서 도출된다. 블랙홀들을 서로 구분할 수 있는 변수는 질량, 각운동량, 전하의 불과 몇 가지에 불과하다. 사람을 구분하는 데 있어 헤어스타일이 중요한 요소로 작용하는데 블랙홀은 이러한 헤어스타일의 구실을 할 자질구레한 변수들이 없다. 때문에 "블랙홀은 털이 없다" 하여 ‘털없음 정리’라고 부른다. 어떤 정육면체 모양의 가설상의 물질이 중력붕괴 한다고 해서 정육면체 모양의 블랙홀이 되는 것은 아니다. 그렇게 해서 만들어진 블랙홀은 동일한 질량의 구형 물질이 붕괴해서 생긴 구형의 블랙홀과 구분이 불가능하다. 그런데 여기서 중요한 차이가 발생한다. 정육면체 모양의 물질이 구형의 블랙홀로 모양이 바뀔 때(즉 블랙홀 서술에 필요한 변수를 제외한 "헤어스타일"이 말소되고 "대머리"가 될 때) 중력파가 방출될 것이다.

### 우주론

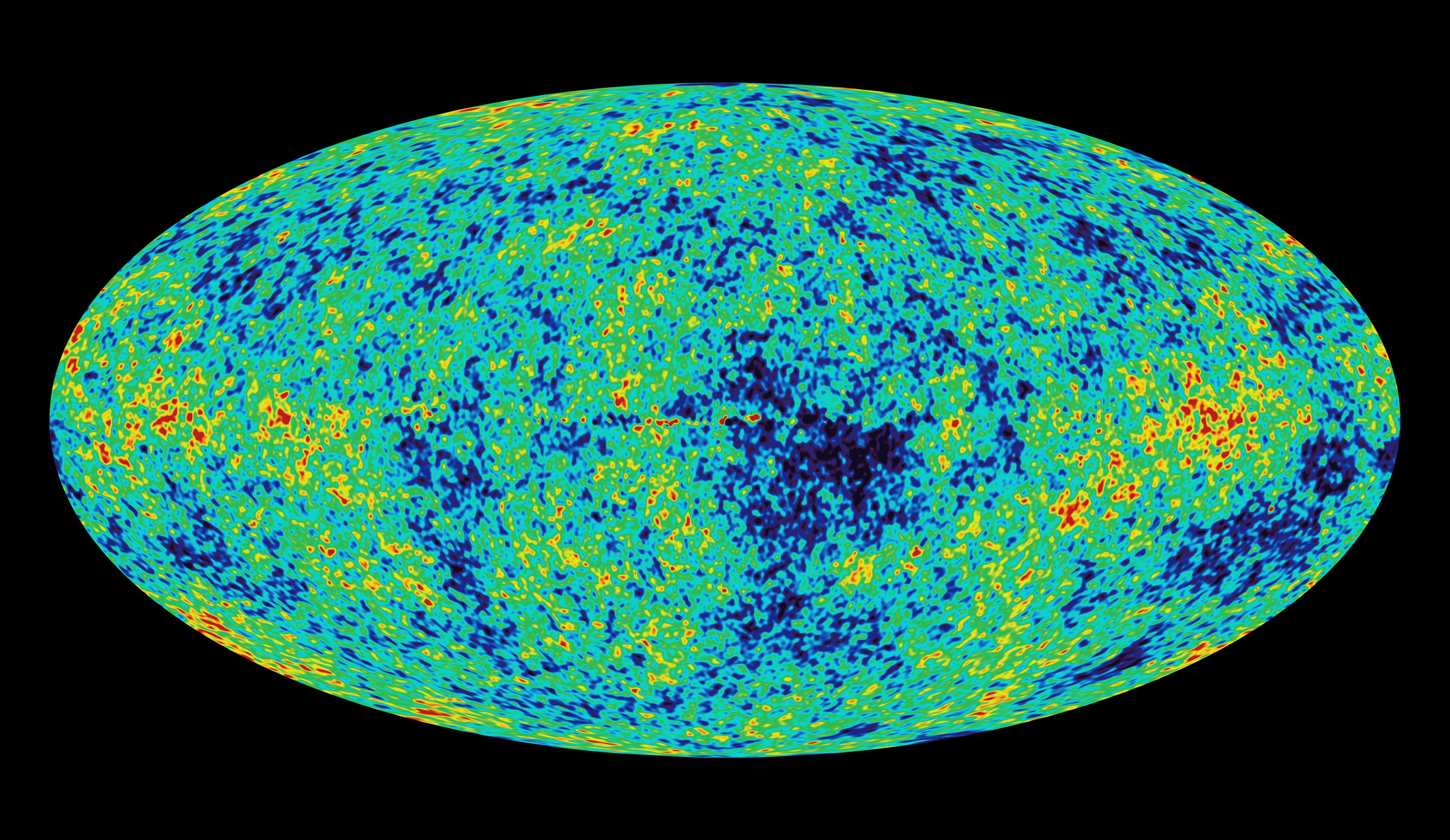
윌킨슨 마이크로파 비등방성 탐색기(WMAP)의 데이터로 만들어낸 이미지. 대폭발 이후 수십만 년 이전 시점에서 방출되는 복사를 보여준다.

일반상대론의 가장 중요한 측면은 우주 전체에 적용될 수 있다는 점이다. 핵심은 매우 거대한 규모에서는 우리 우주는 매우 단순한 선상에 만들어진 것처럼 보인다. 현재의 모든 관측들은 모든 우주의 구조가 평균적으로 봤을 때 관찰자의 위치나 관찰 방향과 무관하게 근사적으로 동일하다는 점을 시사한다. 즉 우주는 근사적으로 균질하며 등방하다. 이렇게 비교적 단순한 우주는 아인슈타인 방정식의 단순해로써 나타내질 수 있다. 오늘날의 물리우주론 모형들은 이러한 일반상대론의 단순해에 우주의 질량 내용물들을 기술하는 다른 분야, 예컨대 열역학, 핵물리학, 입자물리학 등을 조합하여 만들어진 것이다. 물리우주론 모형들에 따르면 현재의 우리 우주는 약 140억 년 전의 극도의 고밀도 고온 상태, 즉 대폭발로부터 시작되어 그 이후 팽창을 계속하고 있다.
아인슈타인 방정식은 우주상수라는 항을 추가함으로써 우주 전체에 일반화된다. 우주상수 항이 존재하면 빈 공간(진공) 자체가 인력적 중력원(드물게 척력적 중력원)으로 작용한다. 아인슈타인은 본래 이 우주상수라는 항을 1917년 우주론 논문에서 불순한 목적으로 도입하였다. 그 당시의 우주론에서는 우주가 정적이라는 정상우주론이 정설이었다. 우주상수 항을 추가함으로써 일반상대론의 골조 하에서 정적인 우주 모형을 구축하고자 한 것이다. 그러나 우주가 정적이지 않고 사실 팽창한다(대폭발우주론)는 것이 밝혀지자 아인슈타인은 그 즉시 우주상수 개념을 폐기해 버렸다. 그런데 오랜 세월이 지나 1990년대 말 우주의 가속팽창을 설명하기 위해 우주상수 또는 그와 등가인 무엇의 존재, 즉 암흑에너지의 존재를 상정하게 만드는 천문학적 증거들이 꾸준히 누적되고 있다.

## 오늘날의 연구
일반상대론은 매우 성공적인 이론으로서 방대한 분야의 물리적 현상을 설명하는 데 사용되는 정확한 모형들의 골조를 이룬다. 그런 반면 일반상대론으로도 아직 해결되지 않은 흥미로운 미확인 문제들이 상당히 많다. 사실, 일반상대론은 전체적 이론으로서는 거의 확실히 불완전하다.
기본 상호작용을 다루는 근현대의 다른 이론들과 달리 일반상대론은 고전이론이다. 다시 말해 양자역학적 효과가 고려되지 않은 이론이란 뜻이다. 일반상대론과 양자론을 결합시키는 것은 물리학계에서 가장 근본적인 미해결 문제이다. 그러한 결합 이론을 양자중력 이론이라 한다. 양자중력 이론의 촉망받는 후보로는 끈 이론, 루프 양자중력 등이 있으나, 현재로서는 완전하고 일관적인 양자중력 이론은 없다. 양자중력 이론이 완성되면 일반상대론에서 나타나는 다른 문제적 특징들, 예컨대 시공간 특이점의 존재 따위도 해결될 것이라는 기대가 오랫동안 이루어지고 있다. 시공간 상의 특이점은 물리학적으로 형편없는 정의이며, 일반상대론 자체가 그 예측력을 상실(예컨대 블랙홀 속에서 무슨 일이 일어나는지 우리는 알 수 없다)하는 지점이기도 하다. 양자론적 수정이 가해지지 않은 일반상대론의 법칙에 따르면 이러한 특이점은 우주 안에 반드시 존재해야만 한다(펜로즈 특이점 정리). 이러한 특이점의 가장 유명한 사례로는 상술한 블랙홀과, 대폭발의 태초의 우주가 있다.
일반상대론의 또 다른 수정 시도는 우주론적 맥락에서 이루어지고 있다. 현대 우주론 모형에서는 에너지의 대부분이 직접적으로 관측된 바 없는 암흑물질 및 암흑에너지의 형태로 존재한다. 이 요상한 물질 및 에너지의 존재를 받아들이지 않고, 중력과 우주팽창을 지배하는 법칙을 수정함으로써 모형상에서 그 존재를 없애고자 하는 논쟁적 제안이 여러 번 있어 왔다. 대표적인 예로는 수정 뉴턴 역학이 그러한 시도 중 하나이다.
양자론과 우주론적 측면에서 제기되는 도전들을 통해 일반상대론 연구는 미래에도 다양한 탐구를 할 수 있는 가능성을 얻고 있다. 수학적 상대론학자들은 특이점의 성질과 아인슈타인 방정식의 근본적 특징을 톺고 있다. 또한 특수한 시공간(예컨대 블랙홀 융합)에 대한 보다 종합적인 컴퓨터 시뮬레이션이 시도되고 있다. 일반상대론이 처음 발표되고 90년 이상의 세월이 흘렀지만, 오늘날 일반상대론과 관련된 연구들은 과거 그 어느 때보다도 활기에 차 있다.

## 같이 보기
- 일반상대론의 수학적 형식화
- 일반상대론의 수학 공식화 개론

- 민코프스키 공간

- 일반 상대성이론
- 일반상대론의 역사
- 닫힌 시간꼴 곡선
- 블랙홀
- 슈바르츠실트 계량
- 커 계량
- 일반상대론 실험
- 수치상대론
- 로런츠 변환의 도출

## 참고 자료
- Ashby, Neil (2002), “Relativity and the Global Positioning System” (PDF), Physics Today 55 (5): 41–47, Bibcode:2002PhT....55e..41A, doi:10.1063/1.1485583
- Ashby, Neil (2003), “Relativity in the Global Positioning System”, Living Reviews in Relativity 6: 1, Bibcode:2003LRR.....6....1A, doi:10.12942/lrr-2003-1, 2007년 7월 4일에 원본 문서에서 보존된 문서, 2007년 7월 6일에 확인함
- Bartusiak, Marcia (2000), Einstein's Unfinished Symphony: Listening to the Sounds of Space-Time, Berkley, ISBN 978-0-425-18620-6
- Berry, Michael V. (1989), Principles of Cosmology and Gravitation 2판, Institute of Physics Publishing, ISBN 0-85274-037-9
- Bertotti, Bruno (2005), “The Cassini Experiment: Investigating the Nature of Gravity”,   Renn, Jürgen, One hundred authors for Einstein, Wiley-VCH, 402–405쪽, ISBN 3-527-40574-7
- Blair, David; McNamara, Geoff (1997), Ripples on a Cosmic Sea. The Search for Gravitational Waves, Perseus, ISBN 0-7382-0137-5
- Caldwell, Robert R.; Crittenden, R (2004), “Dark Energy”, Physics World, 17(5) (6969): 37–42, arXiv:astro-ph/0305001, Bibcode:2004Natur.427...45B, doi:10.1038/nature02139, PMID 14702078, 2007년 7월 13일에 원본 문서에서 보존된 문서, 2016년 3월 13일에 확인함
- Chrusciel, Piotr (2006), “How many different kinds of black hole are there?”, Einstein Online, 2011년 4월 14일에 원본 문서에서 보존된 문서, 2007년 7월 15일에 확인함
- Cowen, Ron (2001), “A Dark Force in the Universe”, Science News (Society for Science &#38) 159 (14): 218, doi:10.2307/3981642, JSTOR 3981642
- Disney, Michael (1998), “A New Look at Quasars”, Scientific American 6 (6): 52–57, doi:10.1038/scientificamerican0698-52
- Ehlers, Jürgen; Rindler, Wolfgang (1997), “Local and Global Light Bending in Einstein's and other Gravitational Theories”, General Relativity and Gravitation 29 (4): 519–529, Bibcode:1997GReGr..29..519E, doi:10.1023/A:1018843001842
- Einstein, Albert (1917), “Kosmologische Betrachtungen zur allgemeinen Relativitätstheorie”, Sitzungsberichte der Preußischen Akademie der Wissenschaften: 142
- Einstein, Albert (1961), Relativity. The special and general theory, Crown Publishers
- Friedrich, Helmut (2005), “Is general relativity 'essentially understood'?”, Annalen der Physik 15 (1–2): 84–108, arXiv:gr-qc/0508016, Bibcode:2006AnP...518...84F, doi:10.1002/andp.200510173
- Geroch, Robert (1978), General relativity from A to B, University of Chicago Press, ISBN 0-226-28864-1
- Giulini, Domenico (2005), Special relativity. A first encounter, Oxford University Press, ISBN 0-19-856746-4
- Gnedin, Nickolay Y. (2005), “Digitizing the Universe”, Nature 435 (7042): 572–573, Bibcode:2005Natur.435..572G, doi:10.1038/435572a, PMID 15931201
- Greene, Brian (1999), The Elegant Universe: Superstrings, Hidden Dimensions, and the Quest for the Ultimate Theory, Vintage, ISBN 0-375-70811-1
- Greene, Brian (2004), The Fabric of the Cosmos: Space, Time, and the Texture of Reality, A. A. Knopf, Bibcode:2004fcst.book.....G, ISBN 0-375-41288-3
- Harrison, David M. (2002), A Non-mathematical Proof of Gravitational Time Dilation (PDF), 2007년 5월 6일에 확인함
- Hartl, Gerhard (2005), “The Confirmation of the General Theory of Relativity by the British Eclipse Expedition of 1919”,   Renn, Jürgen, One hundred authors for Einstein, Wiley-VCH, 182–187쪽, ISBN 3-527-40574-7
- Hogan, Craig J. (1999), The Little Book of the Big Bang. A Cosmic Primer, Springer, ISBN 0-387-98385-6
- Janssen, Michel (2005), “Of pots and holes: Einstein's bumpy road to general relativity” (PDF), Annalen der Physik 14 (S1): 58–85, Bibcode:2005AnP...517S..58J, doi:10.1002/andp.200410130, 2017년 7월 13일에 원본 문서 (PDF)에서 보존된 문서, 2016년 3월 13일에 확인함
- Kennefick, Daniel (2005), “Astronomers Test General Relativity: Light-bending and the Solar Redshift”,   Renn, Jürgen, One hundred authors for Einstein, Wiley-VCH, 178–181쪽, ISBN 3-527-40574-7
- Kennefick, Daniel (2007), “Not Only Because of Theory: Dyson, Eddington and the Competing Myths of the 1919 Eclipse Expedition”, Proceedings of the 7th Conference on the History of General Relativity, Tenerife, 2005 0709, 685쪽, arXiv:0709.0685, Bibcode:2007arXiv0709.0685K
- Kramer, Michael (2004), “Millisecond Pulsars as Tools of Fundamental Physics”,   Karshenboim, S. G.; Peik, E., Astrophysics, Clocks and Fundamental Constants (Lecture Notes in Physics Vol. 648), Springer, 33–54쪽 (E-Print at astro-ph/0405178 보관됨 2017-11-05 - 웨이백 머신)
- Lehner, Luis (2002), “Numerical Relativity: Status and Prospects”, Proceedings of the 16th International Conference on General Relativity and Gravitation, held 15–21 July 2001 in Durban, 210쪽, arXiv:gr-qc/0202055, Bibcode:2002grg..conf..210L, doi:10.1142/9789812776556_0010, ISBN 978-981-238-171-2
- Lochner, Jim, 편집. (2007), “Gravitational Lensing”, Imagine the Universe website (NASA GSFC), 2007년 6월 17일에 원본 문서에서 보존된 문서, 2007년 6월 12일에 확인함
- Maddox, John (1998), What Remains To Be Discovered, Macmillan, ISBN 0-684-82292-X
- Mermin, N. David (2005), It's About Time. Understanding Einstein's Relativity, Princeton University Press, ISBN 0-691-12201-6
- Milgrom, Mordehai (2002), “Does dark matter really exist?”, Scientific American 287 (2): 30–37, doi:10.1038/scientificamerican0802-42
- Norton, John D. (1985), “What was Einstein's principle of equivalence?” (PDF), Studies in History and Philosophy of Science 16 (3): 203–246, doi:10.1016/0039-3681(85)90002-0, 2007년 6월 11일에 확인함
- Newbury, Pete (1997), Gravitational lensing webpages, 2012년 12월 6일에 원본 문서에서 보존된 문서, 2007년 6월 12일에 확인함
- Nieto, Michael Martin (2006), “The quest to understand the Pioneer anomaly” (PDF), EurophysicsNews 37 (6): 30–34, Bibcode:2006ENews..37...30N, doi:10.1051/epn:2006604, 2007년 6월 29일에 원본 문서 (PDF)에서 보존된 문서, 2016년 3월 13일에 확인함
- Pais, Abraham (1982), 'Subtle is the Lord ...' The Science and life of Albert Einstein, Oxford University Press, ISBN 0-19-853907-X
- Penrose, Roger (2004), The Road to Reality, A. A. Knopf, ISBN 0-679-45443-8
- Pössel, M. (2007), “The equivalence principle and the deflection of light”, Einstein Online, 2007년 5월 3일에 원본 문서에서 보존된 문서, 2007년 5월 6일에 확인함
- Poisson, Eric (2004), “The Motion of Point Particles in Curved Spacetime”, Living Rev. Relativity 7, doi:10.12942/lrr-2004-6, 2007년 6월 13일에 확인함
- Renn, Jürgen, 편집. (2005), Albert Einstein – Chief Engineer of the Universe: Einstein's Life and Work in Context, Berlin: Wiley-VCH, ISBN 3-527-40571-2
- Robson, Ian (1996), Active galactic nuclei, John Wiley, ISBN 0-471-95853-0
- Schutz, Bernard F. (2003), Gravity from the ground up, Cambridge University Press, ISBN 0-521-45506-5
- Smolin, Lee (2001), Three Roads to Quantum Gravity, Basic, ISBN 0-465-07835-4
- von Soldner, Johann Georg (1804), “Ueber die Ablenkung eines Lichtstrals von seiner geradlinigen Bewegung, durch die Attraktion eines Weltkörpers, an welchem er nahe vorbei geht”, Berliner Astronomisches Jahrbuch: 161–172.
- Sparke, Linda S.; Gallagher, John S. (2007), Galaxies in the universe – An introduction, Cambridge University Press, ISBN 0-521-85593-4
- Springel, Volker; White, Simon D. M.; Jenkins, Adrian; Frenk, Carlos S.; Yoshida, N; Gao, L; Navarro, J; Thacker, R; Croton, D;  외. (2005), “Simulations of the formation, evolution and clustering of galaxies and quasars”, Nature 435 (7042): 629–636, arXiv:astro-ph/0504097, Bibcode:2005Natur.435..629S, doi:10.1038/nature03597, PMID 15931216
- Stachel, John (1989), “The Rigidly Rotating Disk as the 'Missing Link in the History of General Relativity'”,   Howard, D.; Stachel, J., Einstein and the History of General Relativity (Einstein Studies, Vol. 1), Birkhäuser, 48–62쪽, ISBN 0-8176-3392-8
- Thorne, Kip (1994), Black Holes and Time Warps: Einstein's Outrageous Legacy, W W Norton & Company, ISBN 0-393-31276-3
- Trimble, Virginia; Barstow, Martin (2007), “Gravitational redshift and White Dwarf stars”, Einstein Online, 2011년 8월 28일에 원본 문서에서 보존된 문서, 2007년 6월 13일에 확인함
- Wheeler, John A. (1990), A Journey Into Gravity and Spacetime, Scientific American Library, San Francisco: W. H. Freeman, ISBN 0-7167-6034-7
- Will, Clifford M. (1993), Was Einstein Right?, Oxford University Press, ISBN 0-19-286170-0
- Will, Clifford M. (2006), “The Confrontation between General Relativity and Experiment”, Living Rev. Relativity 9: 3, arXiv:gr-qc/0510072, Bibcode:2006LRR.....9....3W, doi:10.12942/lrr-2006-3, 2007년 6월 12일에 확인함
- Wright, Ned (2007), Cosmology tutorial and FAQ, University of California at Los Angeles, 2007년 6월 12일에 확인함